# Geološka karta
Geološka karta je grafički način prikaza geološke građe, starosti stijena, njihova sastava i međusobnih odnosa, kao i ostalih važnih geoloških pojava nekog terena na topografskoj karti (podlozi). Proces njene izrade, od prikupljanja podataka ranijih istraživanja, analize postojeće dokumentacije, terenskog rada, analize prikupljenih podataka, izrade geološke karte, presjeka i prateće tehničke dokumentacije naziva se geološko kartiranje. Pod tim pojmom podrazumijevaju se svi postupci izrada karata, blio ručno, bilo računalom. U današnje vrijeme kartiranje, posebno većih skupova podataka, uglavnom se izbovi upotrebom matematičkih algoritama koji su dijelovi grafičkih računalnih programa.
Za prikaz geologije terena koriste se simboli (geoloških jedinica, mjesta gdje su pronađeni fosilni ostaci i dr.), linije (rasjedi, geološke granice) i poligoni (geološke jedinice).
Ako je karta bojana onda se propisanom bojom označavaju utvrđene jedinice, a ako je izrađena crno-bijelom tehnikom, koriste se odgovarajuća sjenčanja.
List geološke karte sadrži: 
- kartu
- legendu kartiranih jedinica
- legendu standardnih oznaka
- geološki stup i
- geološki profil (presjek).

U legendi su kartirane jedinice poredane okomito po starosti. Na geološkim kartama nalaze se slovno-brojčane oznake za pojedina geološka razdoblja u kombinaciji s bojama, te oznake strukturnih elemenata.
Uz geološku kartu izrađuju se geološki stup i geološki profili odnosno presjeci terena.
U pripadajućem tumaču geološke karte nalazi se opis građe i svih zabilježenih geoloških elemenata kao i povijest nastanka terena.
Geološke karte izrađuju geolozi.

## Podjela geoloških karata
Podjela je izvršena na osnovi mjerila i prema sadržaju karte. Prema mjerilu geološke karte dijele se na:
- detaljne geološke karte i geološki planovi (mjerilo veće od 1:10000)
- osnovne geološke karte (mjerilo od 1:100000 do 1:10000) i
- pregledne geološke karte (mjerilo manje od 1:100000).

Prema sadržaju, geološke karte dijele se na:
- Opće ili standardne geološke karte - obuhvaćaju karte koje sadrže sastav, starost i strukturnu građu terena, te
- Specijalne ili namjenske geološke karte - uz opće geološke podatke prikazuju i elemente relevantne za neku geološku disciplinu (inženjerskogeološka karta, hidrogeološka, tektonska, seizmotektonska, strukturna, facijesna, geofizička, karta geoloških osnova zaštite okoliša, karta mineralnih sirovina, karta debljina sloja, karta stratoizohipsi itd.).

Opća geološka karta Republike Hrvatske je osnovna geološka karta mjerila 1:100000 koja je podijeljena na listove, a sadrži uz kartu i geološki stup, profile te pripadajući tumač. Geološka karta je podijeljena na listove: Trst, Rovinj, Pula, Labin, Crikvenica, Delnice, Rab i sl. U tijeku je izrada nove karte mjerila 1:50000.
U izradi geoloških karata danas se često koriste metode daljinskih istraživanja (terestička, zrakoplovna i satelitska snimanja).